# 黑土凹站
黑土凹站是位于云南省昆明市官渡区黑土凹的一个铁路车站，邮政编码650200。车站建于1958年，有昆河铁路经过该站，现办理客运货运业务，客运列车有昆明北开往王家营的8861、8869次列车以及王家营返回昆明北的8862、8870两对列车途经。车站及其上下行区间均未电气化。车站距离昆明北站5公里，隶属昆明铁路局，是五等站。车站北侧为地铁菊华站。

## 业务办理
不办理客货运业务。